# Cecil Shorts
Cecil Carlon Shorts III (Kent, 22 dicembre 1987) è un ex giocatore di football americano statunitense che ha militato nel ruolo di wide receiver nella National Football League (NFL). Fu scelto nel corso del quarto giro (114º assoluto) del Draft NFL 2011 dai Jacksonville Jaguars. Al college ha giocato a football alla Mount Union University.

## Carriera

### Jacksonville Jaguars
Shorts fu scelto nel corso del quarto giro del Draft 2011 dai Jacksonville Jaguars. Nella sua stagione da rookie disputò 10 partite, nessuna delle quali come titolare, ricevendo 2 passaggi per 30 yard e segnando un touchdown su ricezione nella gara di debutto da professionista nella settimana 1 contro i New York Giants.
Nella settimana 8 della stagione 2012, i Jaguars misero in difficoltà i Green Bay Packers ma persero 15-24 con Shorts che stabilì il proprio primato in carriera ricevendo 116 yard. Due settimane dopo il ricevitore giocò ancora bene guadagnando 105 yard e segnando l'unico touchdown dei Jags nella sconfitta contro gli Indianapolis Colts. Shorts segnò un altro touchdown, oltre a ricevere 81 yard, nella sconfitta ai supplementari con gli Houston Texans. Nel turno successivo Jacksonville interruppe una striscia di 7 sconfitte consecutive e Shorts giocò un'altra solida prestazione ricevendo 108 yard e segnando un touchdown. Altre 101 le guadagnò nella settimana 15 non riuscendo però ad evitare la dodicesima sconfitta stagionale.
Nella settimana 2 della stagione 2013, Shorts ricevette 8 passaggi per 93 yard ma i Jaguars furono sconfitti dagli Oakland Raiders. La settimana successiva ricevette altre 143 yard ma quasi tutte a risultato ampiamente compromesso contro i Seattle Seahawks. Nella settimana 13 segnò il suo secondo touchdown stagionale nella vittoria contro i Cleveland Browns e andò a segno anche nella vittoria del giovedì successivo sugli Houston Texans.
L'unico touchdown del 2014, Shorts lo ricevette nella settimana 3 dal quarterback rookie Blake Bortles nella sconfitta coi Colts. La sua annata si chiuse al secondo posto della squadra con 557 yard ricevute.

### Houston Texans
Il 16 marzo 2015, Shorts firmò un contratto biennale con gli Houston Texans. Nella settimana 11 contro i Jets completò un passaggio da touchdown da 21 yard per il compagno Alfred Blue.